# Římsko-seleukovská válka
Římsko-seleukovská válka nazývaná také Aitólská válka, Antiochejská válka nebo Syrská válka byl vojenský konflikt odehrávající se v letech 192–188 př. n. l. mezi dvěma koalicemi, z nichž jedna byla vedena Římskou republikou a druhá Seleukovskou říší s králem Antiochem III. v čele. Boje se odehrávaly na území dnešního jižního Řecka, v Egejském moři a v Malé Asii. Válka byla důsledkem „studené války“ mezi oběma mocnostmi, která začala v roce 196 př. n. l. V tomto období se Římané a Seleukovci pokoušeli vytvořit v Řecku svou sféru vlivu a uzavírali za tím účelem spojenectví s malými řeckými městskými státy. Římané považovali Řecko za svou sféru vlivu a Malou Asii za nárazníkovou oblast, zatímco Seleukovci viděli Malou Asii jako klíčovou součást své říše a Řecko jako nárazníkovou zónou. Řím ve válce jasně zvítězil a získal kontrolu nad Středozemním mořem.

## Průběh

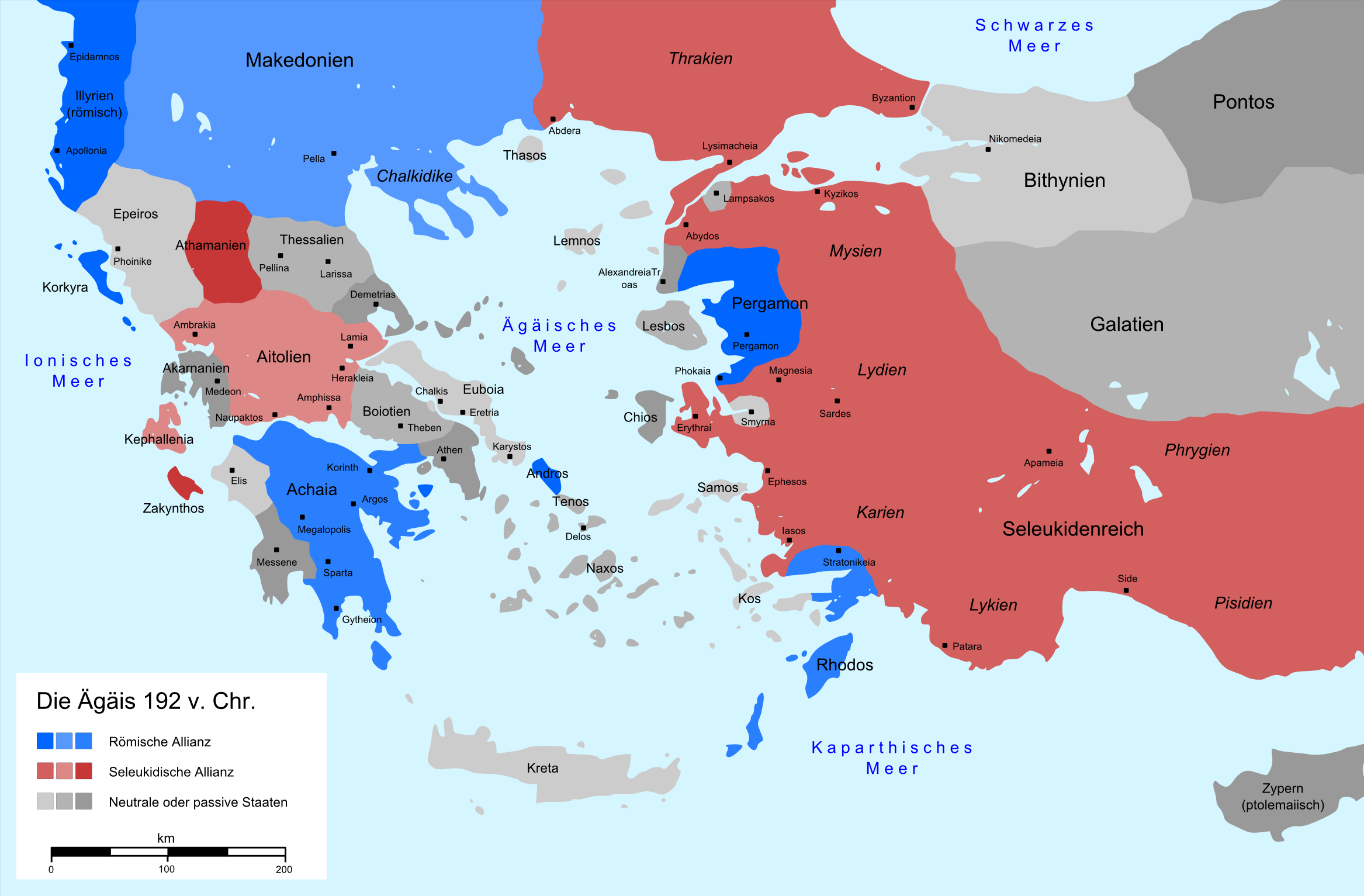
Sféry vlivu v Řecku a Egejském moři, Seleukovská říše se spojenci (červeně), Římská republika se spojenci (modře) v roce 192 př. n. l.

Poté, co řecký Aitólský spolek vyvolal malý válečný střet s Římem, Antiochos se do něj zapojil, aby Řím vojensky konfrontoval. Antiochos se vylodil v Řecku, ale byl nucen ustoupit přes Egejské moře poté, co byl v roce 191 př. n. l. poražen v bitvě u Thermopyl konzulem Maniem Aciliem Glabriem. Aitólové se pokusili dosáhnout dohody s Římany, ale neuspěli kvůli nadměrným římským požadavkům. Antiochovy námořní síly v Egejském moři byly poté poraženy ve dvou velkých námořních střetnutích. Konzul Lucius Cornelius Scipio pronásledoval ustupujícího Antiocha do Malé Asie, s podporou pergamonského krále Euména II. Antiochos zahájil mírová jednání, která přerušil po přemrštěných římských požadavcích. Ale poté, co byl poražen Římany vedenou koalicí v bitvě u Magnésie, požádal znovu o mír a přijal všechny římské požadavky.

## Důsledky
Podle smlouvy Antiochos postoupil všechna svá území za pohořím Taurus římským spojencům (zejména Pergamonu) a zaplatil odškodné 15 000 talentů, které pokrylo římské náklady na válku. Aitólové uzavřeli s Římany oddělenou mírovou smlouvu, která z Řecka udělala římský klientský stát. Římané tak získali nespornou hegemonii nad řeckými městskými státy na Balkáně i v Malé Asii. V kombinaci se souběžnými makedonskými a punskými válkami, v nichž Řím rovněž triumfoval, se z Římské republiky stal jasný hegemon Středomoří. Ovládnutí helénistického kulturního prostoru také začalo Řím vnitřně kulturně proměňovat a počalo formování římsko-řecké civilizace. Mithridatskými válkami posléze Řím ovládl zbytek Malé Asie a připojil i Sýrii.